# Riba de Ave
Riba de Ave ist eine Gemeinde im Norden Portugals.

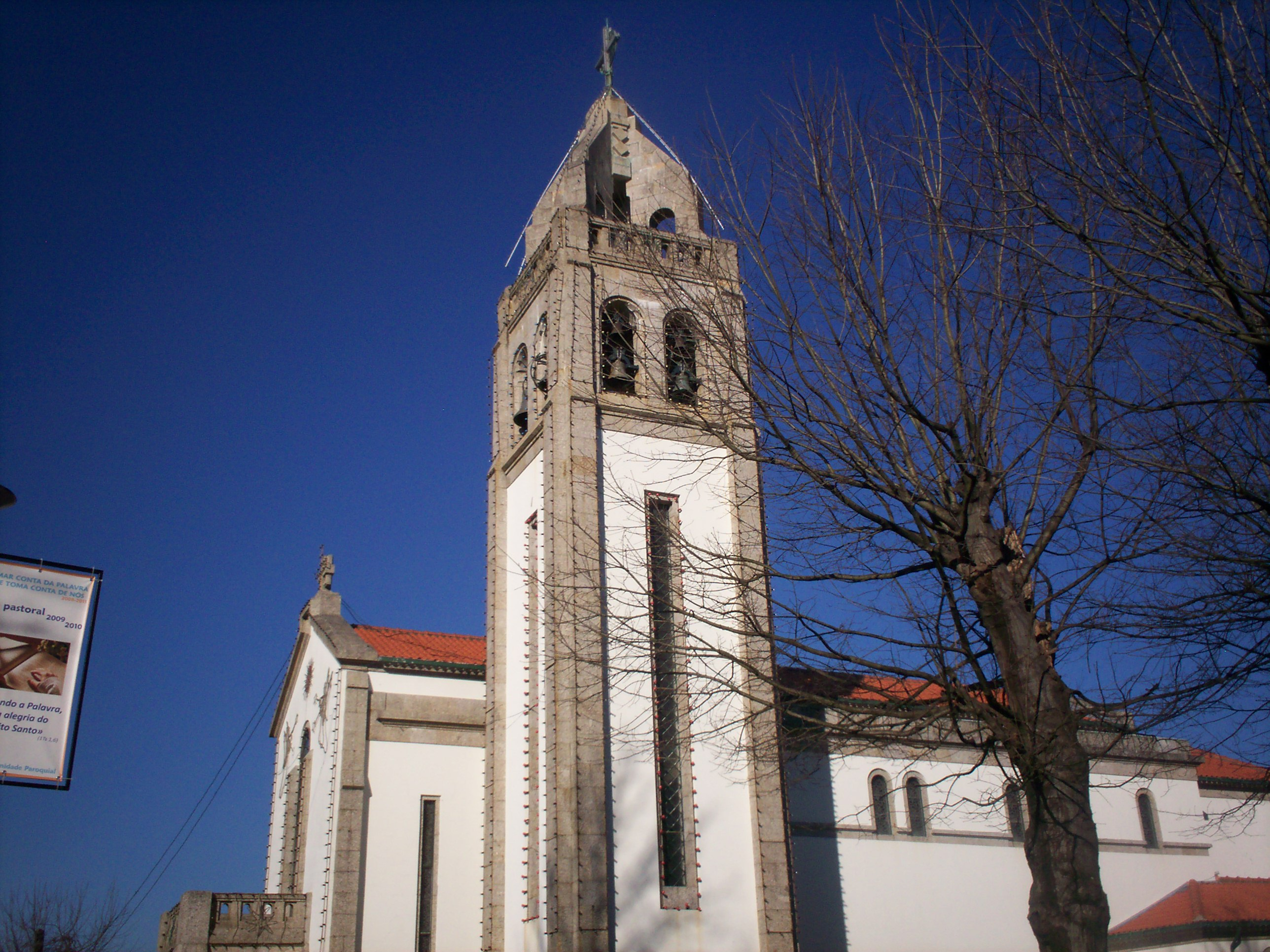
Kirche von Riba de Ave

Riba de Ave gehört zum Kreis Vila Nova de Famalicão im Distrikt Braga, besitzt eine Fläche von 2,8 km² und hat 3191 Einwohner (Stand 19. April 2021). Am 7. Januar 1988 wurde der Ort zur Vila (dt.: Kleinstadt) erhoben.